# Kukučka (seriál)
Kukučka je slovenský seriál, vysílaný na TV Markíza od 7. září 2015 do 27. listopadu 2015 od pondělí do pátku v 17:50. Seriál je z prostředí rodinné pekárny a je o rodině ve všech jejích podobách a hodnotách, které ctí.

## Obsazení
- Matúš Kvietik jako Juraj Baumann
- Mária Havranová jako Táňa Jablonská
- Roman Luknár jako Jozef Jablonský
- Anna Šišková jako Maruška Jablonská
- Alexander Bárta jako Miloš Paluda
- Ľubo Roman jako Vasiľ Prager
- Gabriela Karolina jako Agáta Prágerová
- Maroš Kramár jako Michael Baumann
- Marta Sládečková jako Heda Baumann
- Miloslav Král jako Kornel Paluda
- Vlastina Svátková jako Klára Paludová
- Ľuboš Kostelný jako Cyril Šafařík
- Braňo Deák jako